# Karin Irshaid
Karin Irshaid (* 26. Dezember 1940 in Schwangau, Allgäu) ist eine deutsche Malerin, Schriftstellerin und Lyrikerin.

## Leben
Karin Irshaid studierte Malerei, Graphik und Kunstgeschichte, hatte verschiedene Lehrtätigkeiten inne und ist freiberuflich als Malerin, Schriftstellerin und Lyrikerin tätig.
Sie ist mit einem palästinensischen Arzt verheiratet und hat zwei Kinder. Um in der Familie des Mannes zu sein, verbrachte sie längere Zeit in Palästina. Seit 2005 lebt sie in Feldafing, Oberbayern.

## Ausstellungen
- Museen: Kunsthalle Bielefeld – Museum Waldhof, Bielefeld – Daniel Pöppelmann Haus – Museum MARTa Herford – Siegerlandmuseum, Stadt Siegen – Kunsthalle der BRD, Bonn – Westfälisches Landesmuseum für Kunst, Münster – Rheinisches Landesmuseum, Bonn – Museum Bad Oeynhausen
- Kunstvereine: Bielefeld – Berlin – Bremen – Detmold – Hameln – Herford – Hannover – Kopenhagen – Minden – Münster – Orleans – Rinteln – Rotenburg.W.
- Galerien: Stadtgalerie Ost, Berlin – Galerie Jesse, Bielefeld – Galerie Marion Dueball, Bielefeld – Galerie Feder, Murnau – Galerie Horstmann, Berlin – Sammlung Michael Langen, München, Starnberg.
- Kataloge, Bücher, Radiosendungen, WDR – Mediathek – Fernsehen.

## Veröffentlichungen
- 1985 Buch: „Helle Federn auf dem Kopf“, Lyrik mit 6 Radierungen, Verlag C. Haux; Lesungen im Literaturbüro OWL Detmold mit Vertonung der Texte durch die Musikhochschule Detmold
- 1986 Buch: „Das Nönnchen“, Lyrik mit 7 Zeichnungen, Verlag C. Haux;
- 1991 Buch: „Gilda“, eine Erzählung, Verlag C. Haux;
- 1996 Buch: „Das Hochzeitsessen“, Erzählung, Fischer Verlag; Abdruck des „Hochzeitsessens“ im April–Mai 1996 als Fortsetzung in der „Neuen Westfälischen“ Zeitung;
- 1996 Broschüre; „Drüggelte“, Prosatext, Edition in der Galerie Jesse;
- 1997 Buch: Prosatext in der Anthologie „Orte hinterlassen Spuren“, Westfalen Verlag in Zusammenarbeit mit dem Literaturbüro Detmold, Herausgeberin: Brigitte Labs-Ehlert; Abdruck in der „Neuen Westfälischen“ Zeitung;
- 1997 Buch: „Licht und Zeit“ – „Zeitweise Zeiten“, Philosophie und Kunst, mit Darstellungen der Malerei von Markus Baldegger – ParErga Verlag, Düsseldorf;
- 1998 Buch: Krieg und Frieden, Edition 48 – 1648/1998 – Kriegskultur und Friedenskunst, Herausgeber: Andreas Beaugrand, Westfalen Verlag
- 1998 Buch: „Die Phantasie ist eine Frau“, Erzählung, Anthologie, Fischer Verlag;
- 2002 Buch: Text: „Leicht wie die Worte die Lippen berühren“, Prosatext zu Arbeiten von Walter Stöhrer, Bielefelder Kunstverein – Museum Waldhof, Pendragon Verlag;
- 2004 Buch: „Das Bild im Spiegel der Landschaft“, Auftragsarbeit vom Literaturbüro Ostwestfalen-Lippe, Detmold zum Literatur- und Musikfest „Wege durch das Land“, Herausgeberin: Brigitte Labs-Ehlert; Abdruck Mai – Juni 2004 als Fortsetzung in der „Neuen Westfälischen“ Zeitung;
- 2004 Buch: „Das Hochzeitsessen“, neu verlegt im Pendragon Verlag;
- 2004–2005: „Der Blick des Bildes“, Herausgeber: Kunstverein Blfd.;
- 2006 Text: „inaugnehmen“, Auftragsarbeit des Literaturbüros Detmold zu „Wege von Land zu Land“, Krakau;
- 2008 Buch: „Vielleicht das Wasser der Himmel“, Lyrik, Auftragsarbeit des Literaturbüros Detmold zu „Wege durch das Land“, Anthologie mit Hans-Ulrich Treichel, Marion Poschmann und Ron Winkler, Juni 2008 – Rietberg;
- 2010 Buch: So wie du mir, 19 Variationen über „Die Judenbuche“ von Annette v. Droste-Hülshoff – Pendragon Verlag;
- 2011 Projekt „Junge Wege durch das Land“ Juli 2011 Oerlinghausen, Literaturbüro Detmold. Arbeit mit Kindern nach der antiken Sage von Daidalos und Ikarus, neu erzählt von Karin Irshaid
- 2013 Buch: „Innehalten“, Friedl Brehm Verlag, Herausgeber Kunst- u. Museumsverein Starnberger See e. V.;
- 2014 Buch: 2. Auflage von „Innehalten“, Friedl Brehm Verlag, Herausgeber Kunst – u. Museumsverein Starnberger See e. V.;
- 2015 Buch: „Das Hochzeitsessen“, überarbeitet und neu verlegt im Kiener Verlag, München;
- 2015 Buch: 3. Auflage von „Innehalten“, Friedl Brehm Verlag, Herausgeber Kunst- u. Museumsverein Starnberger See e. V.;
- 2016 Buch: „Eine Begegnung auf Madeira“, Kiener Verlag, München; Überarbeitung der Erzählung „Gilda“;

## Sammlung – Zeichnungen – Malerei (Auswahl)
- Museum Bad Oeynhausen
- MARTa Herford – Sammlung Karl Kerber
- Bertelsmann Stiftung Gütersloh
- Kunstverein Rotenburg W.
- Commerzbank Bielefeld
- Sammlung M. Langen, München
- Sammlung Seidensticker, Bielefeld
- Sammlung und Edition 48 – 1648/1998 Krieg und Frieden – Kriegskultur und Friedenskunst, Westfalenverlag.

## Förderung
- 1991 Das Buch „Gilda“ erhielt eine Förderung des Nordrhein-Westfälischen Kultusministeriums;
- 1995 Jahresförderung und Kunstpreis: Kunst in der Region durch die „Neue Westfälische“ Zeitung, Bielefeld;
- 1997 Das Buch: „Orte hinterlassen Spuren“, Westfalen Verlag und in Zusammenarbeit mit dem Literaturbüro Detmold erhielt eine Förderung durch die Kunststiftung NRW;
- 2004 Das Buch: „Das Bild im Spiegel der Landschaft“: durch die Kunststiftung NRW und Kulturstiftung des Ministeriums für Kultur des Landes NRW;
- 2004 Das Buch „Das Hochzeitsessen“, Pendragon Verlag: Förderung durch die Kunststiftung NRW;
- 2006 der Text: „inaugnehmen“, Krakau: durch das Literaturbüro Detmold, Kunststiftung NRW;
- 2008 Lyrik: „Vielleicht das Wasser der Himmel“ Rietberg: durch die Kunststiftung NRW und Kulturstiftung des Ministeriums für Kultur des Landes NRW;
- 2010 Buch: So wie du mir, 19 Variationen über „Die Judenbuche“ von Annette von Droste-Hülshoff – Pendragon Verlag: durch die Kunststiftung NRW und Kulturstiftung des Ministeriums für Kultur des Landes NRW;